# نخل بادبزنی (سرده)
نخل‌های بادبزنی (نام علمی: Washingtonia) نام یک سرده از تیره نخل است.